# Pavol Gostič
Pavol Gostič (* 5. listopadu 1966 Stropkov) je bývalý slovenský fotbalista, útočník. Po skončení aktivní kariéry působí jako trenér mládeže.

## Fotbalová kariéra
S fotbalem začínal v Tesle Stropkov. Hrál za Duklu Banská Bystrica, Slovan Bratislava, 1. FC Košice, Inter Bratislava, Lokomotivu Košice, Artmedii Petržalka a DAC Dunajská Streda. V evropských pohárech nastoupil v Poháru mistrů ve 4 utkáních a dal 1 gól a v Poháru UEFA nastoupil ve 4 utkáních. Se Slovanem získal v roce 1992 ligový titul. Za reprezentaci Slovenska nastoupil ve 2 utkáních.

## Ligová bilance
| Ročník                                      | Zápasy | Góly | Klub                  |
| ------------------------------------------- | ------ | ---- | --------------------- |
| 1. slovenská národní fotbalová liga 1985/86 | 9      | 4    | Tesla Stropkov        |
| 1. slovenská národní fotbalová liga 1985/86 | 19     | 3    | Slovan Bratislava     |
| 1. slovenská národní fotbalová liga 1986/87 | 26     | 6    | Slovan Bratislava     |
| 1. slovenská národní fotbalová liga 1987/88 | 12     | 0    | Slovan Bratislava     |
| 1. československá fotbalová liga 1987/88    | 15     | 3    | Dukla Banská Bystrica |
| 1. československá fotbalová liga 1988/89    | 30     | 6    | Dukla Banská Bystrica |
| 1. československá fotbalová liga 1989/90    | 12     | 3    | Dukla Banská Bystrica |
| 1. československá fotbalová liga 1989/90    | 12     | 1    | Slovan Bratislava     |
| 1. československá fotbalová liga 1990/91    | 20     | 2    | Slovan Bratislava     |
| 1. československá fotbalová liga 1991/92    | 27     | 8    | Slovan Bratislava     |
| 1. československá fotbalová liga 1992/93    | 27     | 6    | Slovan Bratislava     |
| CELKEM 1. československá liga               | 143    | 29   |                       |